# Wohnhausgruppe Rutenstraße

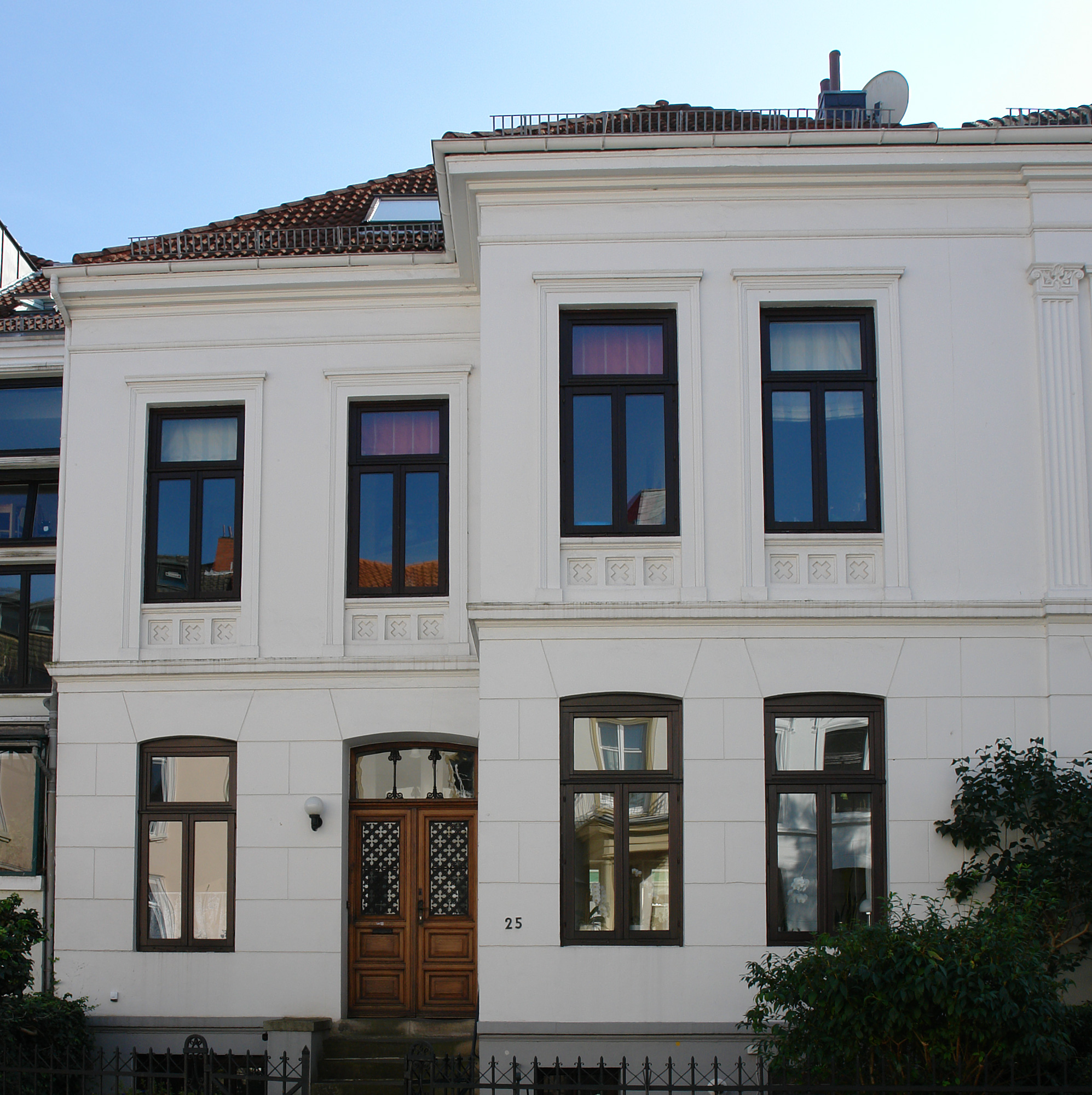
Rutenstraße 25

Die Wohnhausgruppe Rutenstraße befindet sich in Bremen, Stadtteil Mitte, Ortsteil Ostertor, Rutenstraße 1 bis 30. Die Wohnhausgruppe entstand 1851 bis 1859 – zum Teil nach Plänen von Lüder Rutenberg – und um 1895. 
Das Ensemble steht seit 1976 unter Bremer Denkmalschutz.
Die Rutenstraße führt in Nord-Süd-Richtung von der Kohlhöckerstraße bis zum Hohenpfad/Contrescarpe. Sie wurde 1851 angelegt und benannt nach dem Bauunternehmer Lüder Rutenberg. 

## Geschichte
Nur 50 Häusern befanden sich zu Beginn des 19. Jahrhunderts noch in offener Bauweise vor dem Ostertor. 1849 wurden Gebiete vom Ortsteil Ostertor eingemeindet und die Bürger erhielten das volle Bürgerrecht von Bremen.
Etwa 100 bis 150 Reihenhäuser wurden in den 1850er Jahren neu erbaut.
 
Die Rutenstraße wurde bis zum Landweg durch den Bauunternehmer Rutenberg angelegt. Sogenannte „Unternehmerstraße“ gab es in Bremen häufiger; die Rutenstraße war die erste Straße dieser Art; es folgten u. a. Mathilden- (1868/71) Bessel- (1869) und Herderstraße (1871/73). Der Senat gab die Erlaubnis auf den von ihnen erworbene Grundstücken eine Straße mit einer üblichen Breite (24 Fuß) zu bauen. Die Straße musste ohne Gegenleistung an den Staat abtreten werden und erhielt öfters – wie hier – auch den Namen des Unternehmers.
Die zwei- und auch dreigeschossigen Vorstadthäuser mit zumeist Putzfassaden und Satteldächern ließ 
- 1851 der Bauunternehmer Rutenberg (1–3, 5–8, 16–17, 20–23, 25) unterschiedlich aber alle im Stil des Klassizismus und
- 1859 der Maurermeister Johann Bummerstedt (Haus Landweg 2, Klassizismus) errichten.
- 1853 wurden die Häuser Nr. 22–25 von   Gerhard Tölcken im Stil des Klassizismus entworfen.
- 1895 kamen die verklinkerte südliche  Häusergruppe Nr. 9–12 im Stil der Neorenaissance hinzu.
- 1930 wurde Haus Nr. 30 umgebaut und aufgestockt nach Plänen von Carl Eeg.

Der im Stadtteil häufig vorkommende Häusertyp Bremer Haus wurde in Bremen zwischen der Mitte des 19. Jahrhunderts und den 1930er Jahren errichtet. Charakteristisch sind das Souterrain als Tiefparterre, die tiefe Gebäudeform und der seitliche Eingang. Die Häuser Nr. 2, 3, 7, 23, 25 und 29 haben u. a. jedoch einen Mitteleingang. 

Das Landesamt für Denkmalpflege Bremen schrieb dazu: „Die Verarbeitung verschiedener Haustypen und der Verzicht auf eine geschlossene Bauflucht auf der Ostseite haben ein malerisches Gebäudeensemble entstehen lassen, das bis heute seinen Reiz bewahrt hat.“
Heute (2018) werden die Häuser weitgehend für Wohnzwecke aber auch als Büros genutzt. Das Mehrgenerationenhaus, Rutenstraße 28, wurde 1981 nach Plänen von Thomas Klumpp gebaut und ist kein Teil des Ensembles.

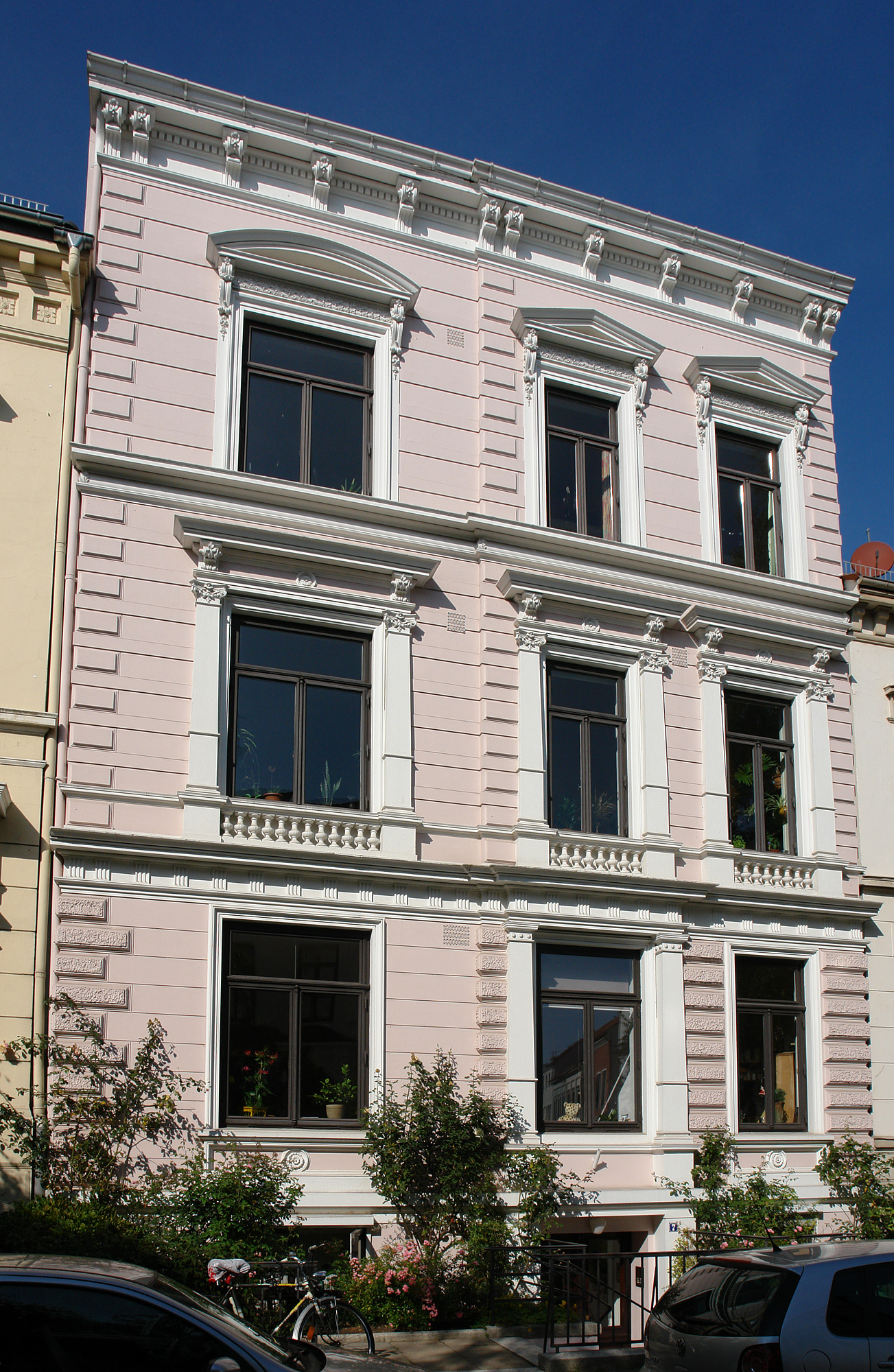
Nr. 1
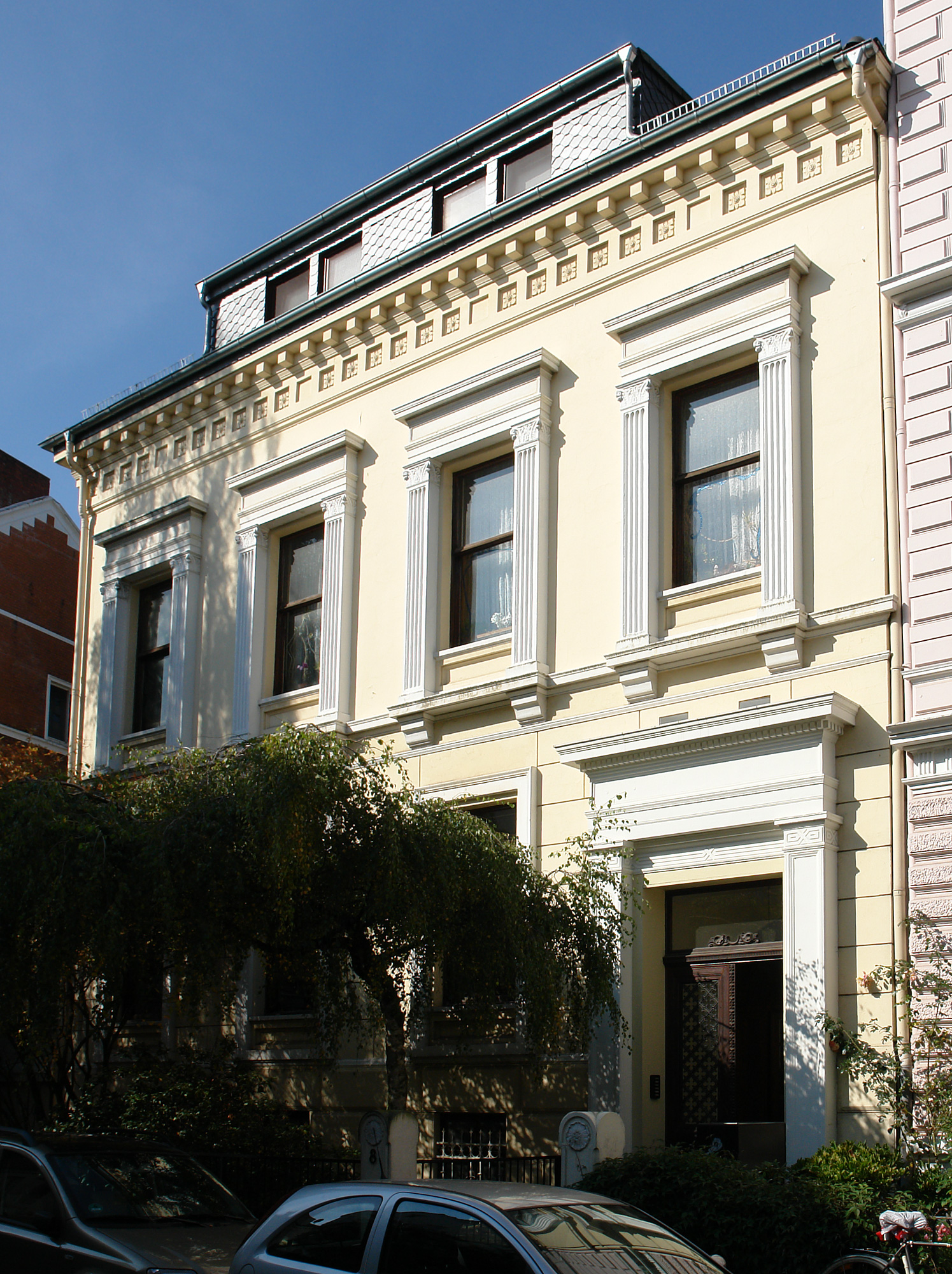
Nr. 8
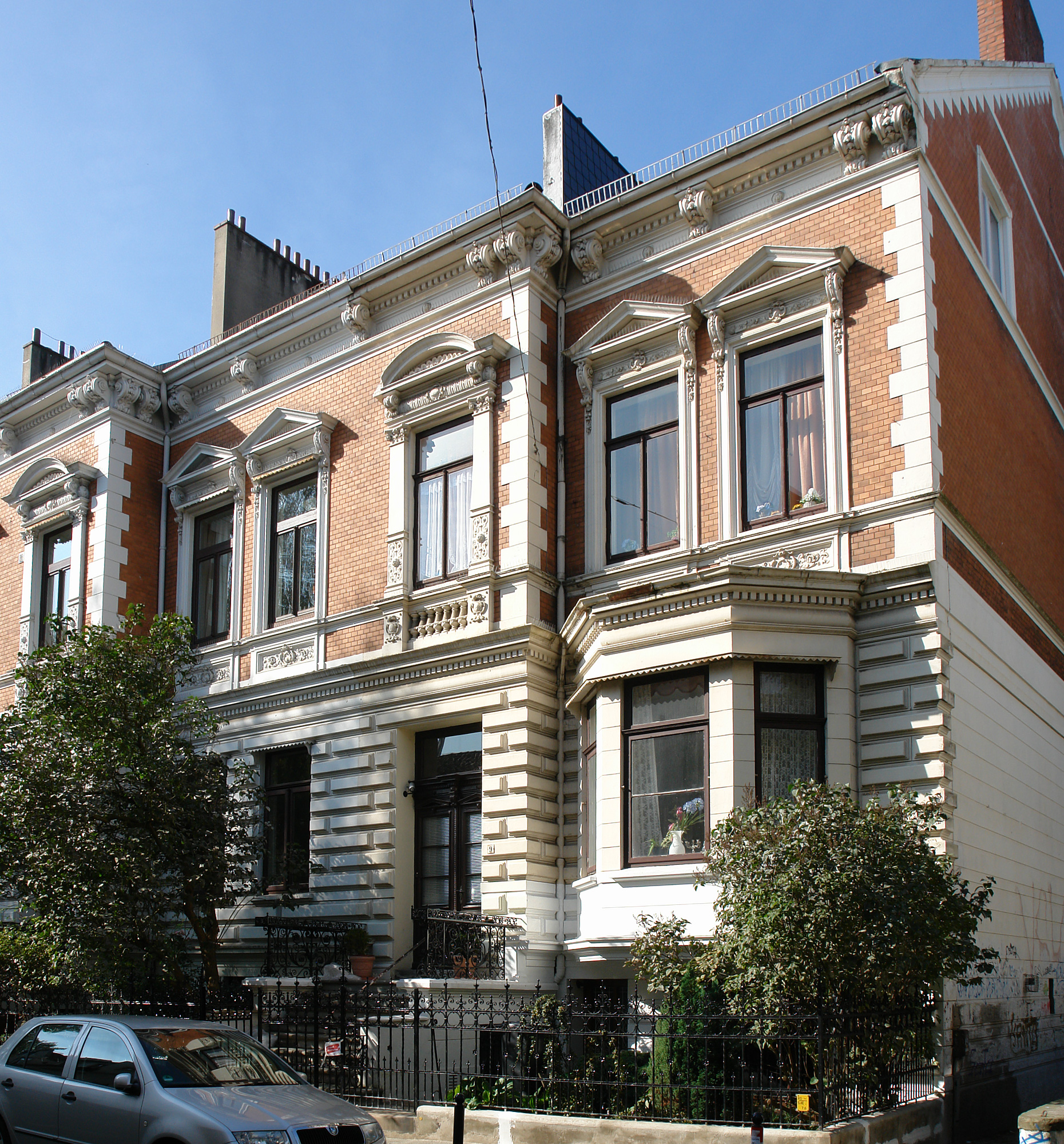
Nr. 9 und 10
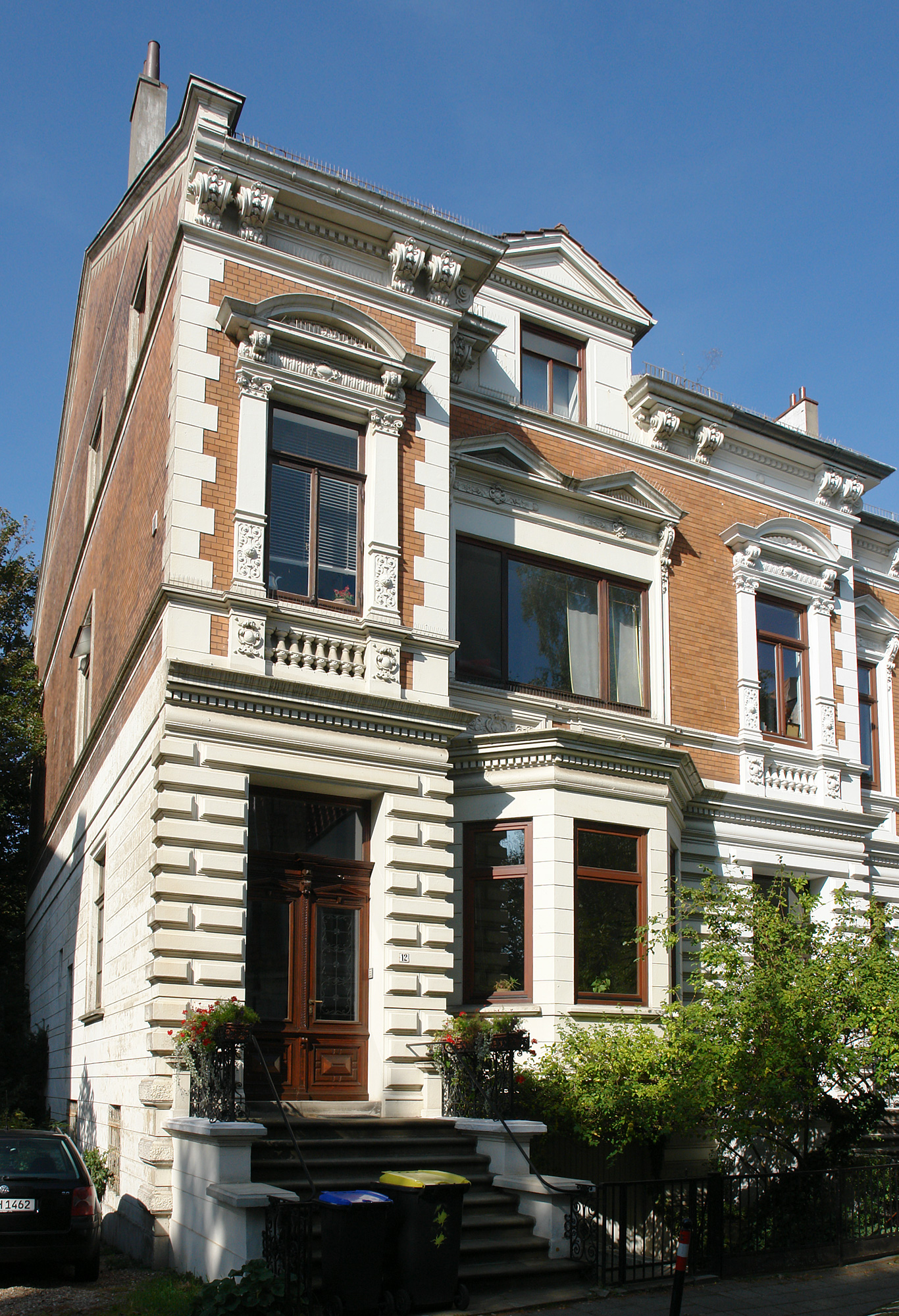
Nr. 12
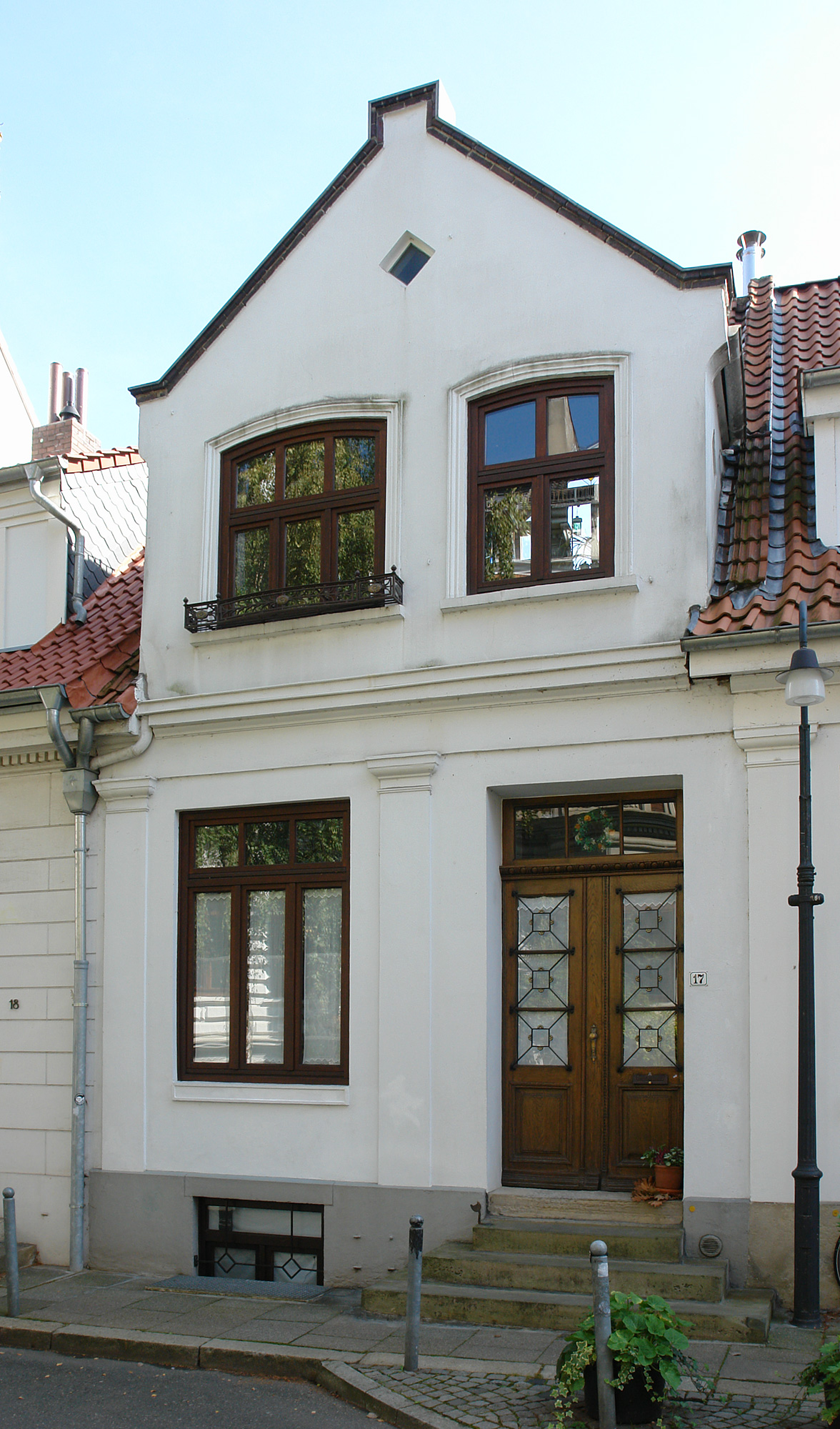
Nr. 17
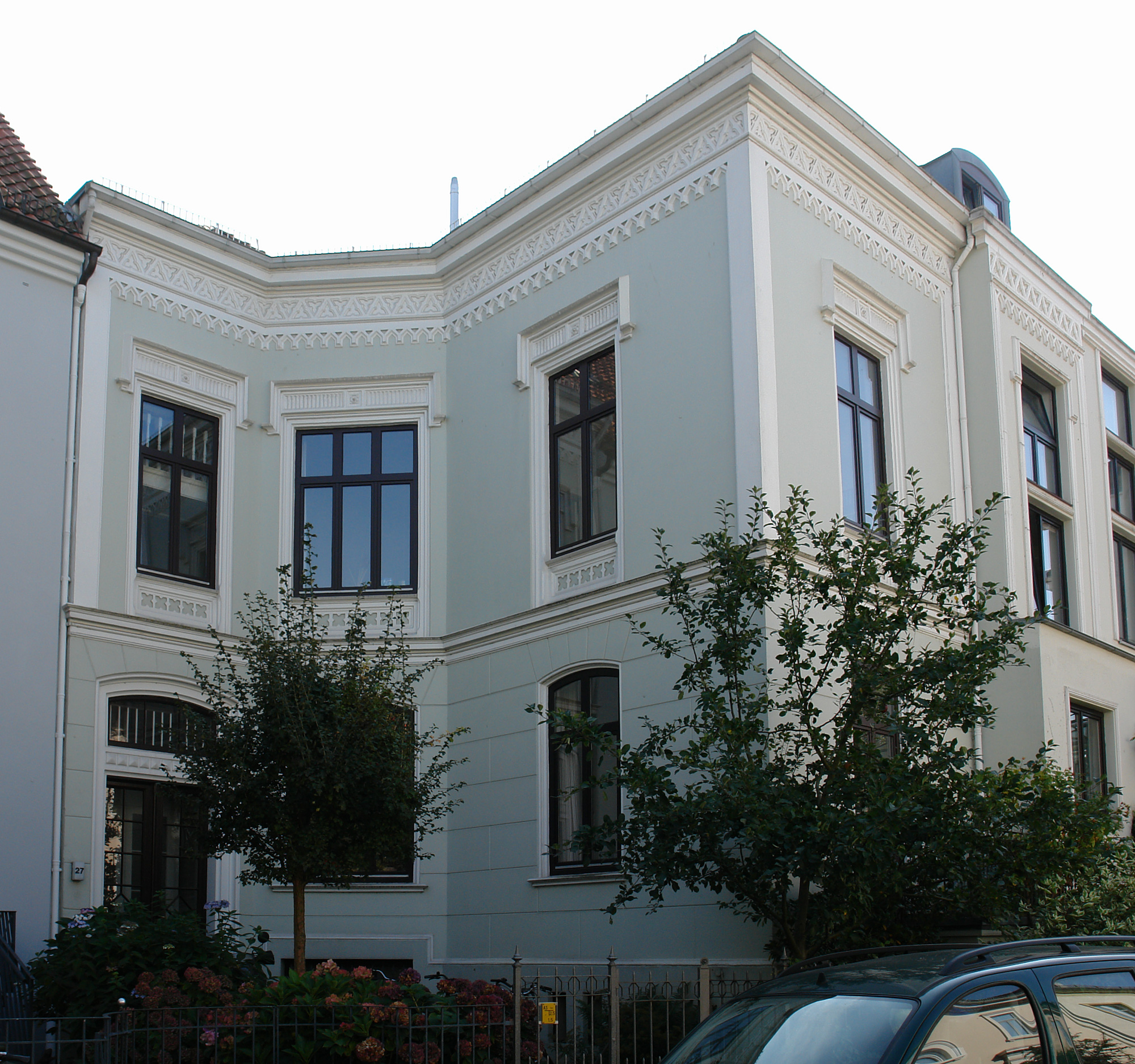
Nr. 27
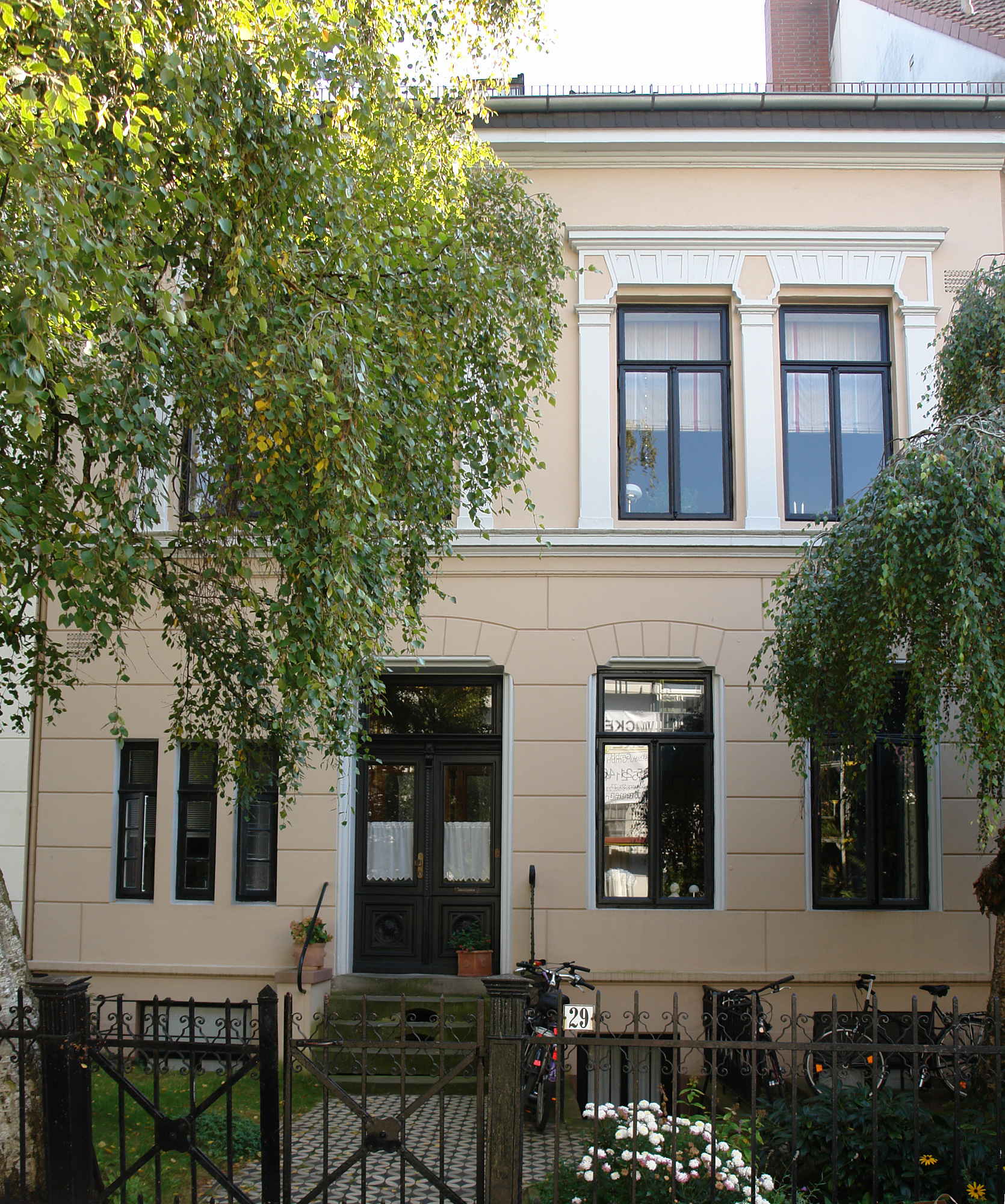
Nr. 29
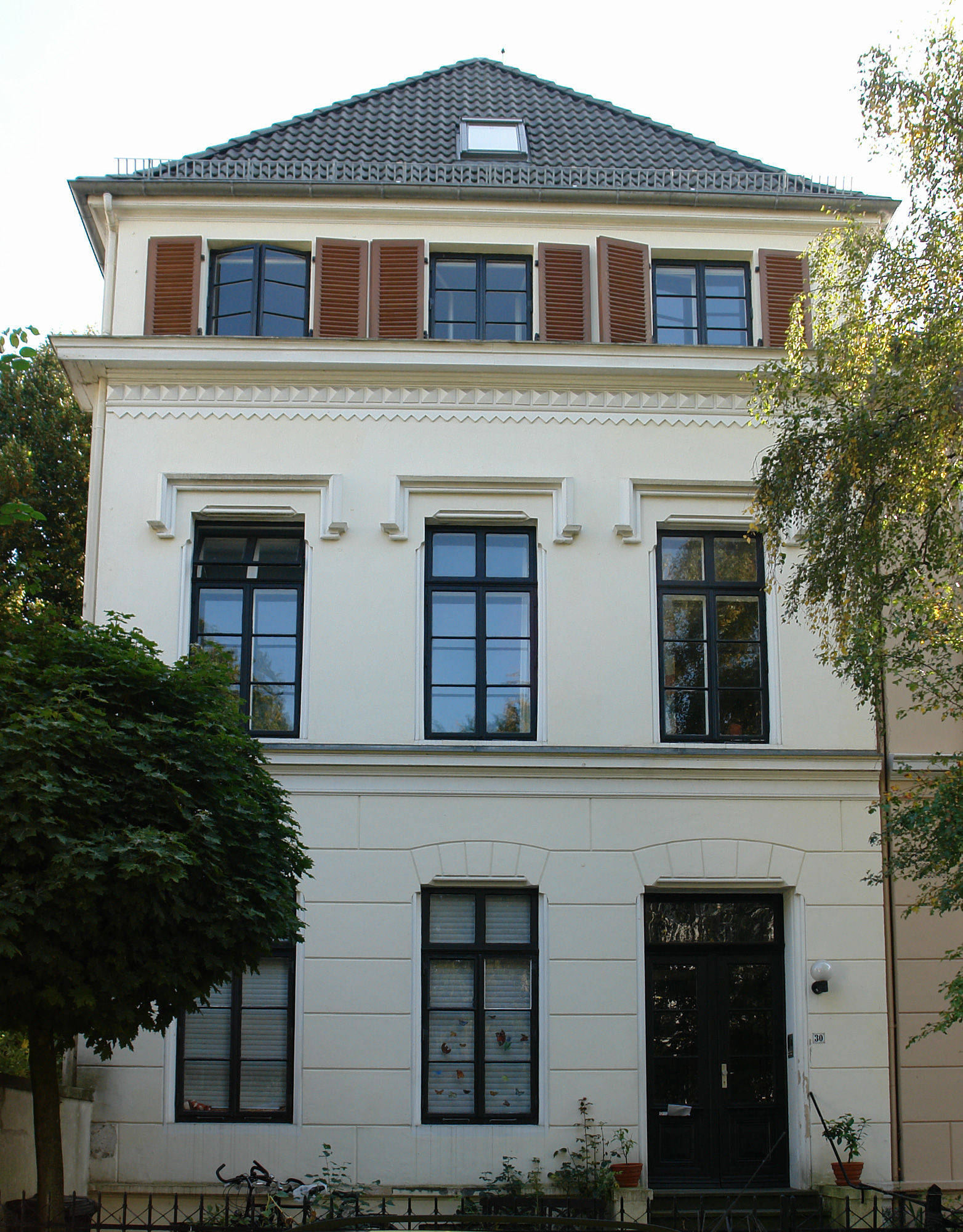
Nr. 30